# روبيرتو بلاتيرو
روبيرتو بلاتيرو (بالإسبانية: Roberto Platero)‏ (31 ديسمبر 1986 بسانتونيا في إسبانيا - ) هو لاعب كرة قدم إسباني في مركز الهجوم. لعب مع بوليديبورتيفو إيخيذو وبونفيرادينا وراسينغ سانتاندير ونادي باراكالدو ونومانسيا وAD Siete Villas ‏ وSantoña CF ‏ وSD Noja ‏ وCD Laredo ‏ ورايو كانتابريا ‏ وجيمناستيسيا  توريلافيجا ‏.

## وصلات خارجية
- روبيرتو بلاتيرو على موقع قاعدة بيانات كرة القدم.إي يو (الإنجليزية)
- روبيرتو بلاتيرو على موقع Soccerway.com (الإنجليزية)
- روبيرتو بلاتيرو على موقع AS.com (الإسبانية)